# Domaine de Funai

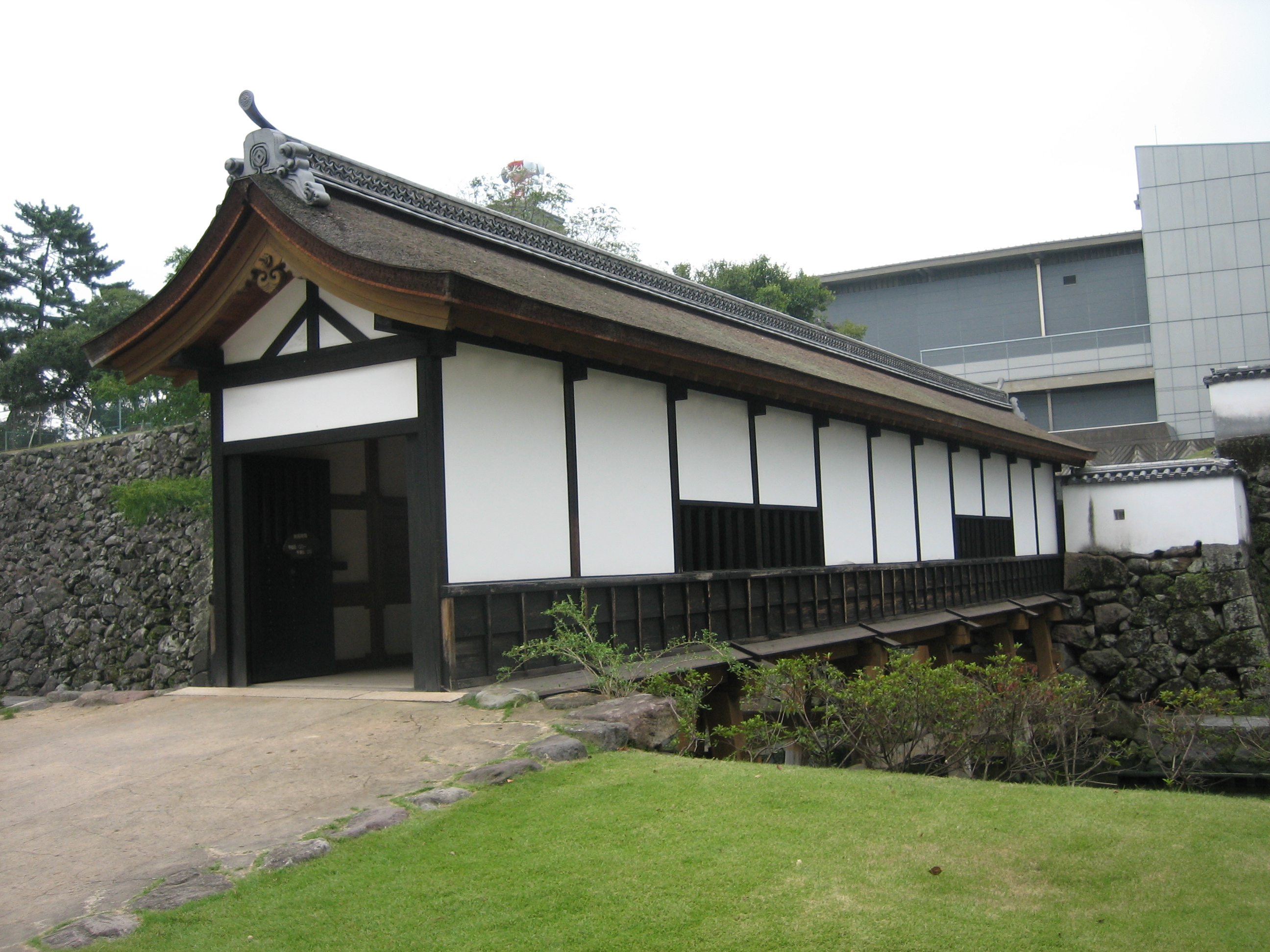
Pont au château de Funai, siège du domaine de Funai.

Le domaine de Funai (府内藩, Funai-han) était un domaine féodal japonais de la période Edo situé dans la province de Bungo, à présent préfecture d'Ōita dans le sud du Japon.

## Histoire
Funai était le château du clan Ōtomo mais Toyotomi le confisqua durant la seigneurie de Ōtomo Yoshimune. En 1600, Shigetoshi Takenaka, cousin de Takenaka Shigeharu (Hanbei), reçut le château de Funai et des terres évaluées à 20 000 koku car il avait changé de camp pour soutenir Tokugawa Ieyasu durant la bataille de Sekigahara. Le domaine fut ensuite donné à Yoshiakira Hineno en 1634. Mais comme celui-ci mourut sans descendance, le domaine fut donné à la branche Ogyū du clan Matsudaira qui en resta maître jusqu'à la restauration de Meiji.

## Liste des daimyos
- Clan Takenaka, 1603-1634 (tozama daimyo ; 20 000 koku)

1. Shigetoshi (cousin de Shigeharu Takenaka)
2. Shigeyoshi

- Clan Hineno, 1634-1656 (tozama daimyo ; 20 000 koku)

1. Yoshiakira

- Clan Matsudaira (Ogyū), 1656-1871 (fudai daimyo ; 21 000 koku)

1. Tadaaki
2. Chikanobu
3. Chikayoshi
4. Chikasada
5. Chikanori
6. Chikatomo
7. Chikayoshi
8. Chikakuni
9. Chikanobu
10. Chikayoshi